# Ascott d’Oyley
Ascott d’Oyley – wieś w Anglii, w hrabstwie Oxfordshire, w dystrykcie West Oxfordshire. Leży 24 km na północny zachód od Oksfordu i 107 km na zachód od Londynu.